# Signaalverwerking
Signaalverwerking is een deelgebied van de elektrotechniek en de toegepaste wiskunde, dat zich bezighoudt met operaties op of analyse van signalen, zowel in discrete als continue tijd om nuttige operaties op deze signalen uit te voeren. Signalen van belang zijn bijvoorbeeld geluid, beelden, tijdsafhankelijke meetwaarden en sensor-gegevens, zoals biologische gegevens, zoals elektrocardiogrammen, besturingssignalen en telecommunicatie transmissiesignalen, zoals radiosignalen e.d. Signalen zijn analoge of digitale elektrische representaties van tijds- of ruimtelijkvariërende natuurkundige grootheden. In de context van signaalverwerking zijn willekeurige binaire datastromen en aan-uit signalen worden niet als signalen beschouwd, maar alleen analoge- en digitale signalen die representaties zijn van analoge natuurkundige grootheden.

## Digitaal
Digitale signaalverwerking (ook wel Digital Signal Processing of DSP) is een verwerkingsmethode van signalen in een digitale weergave. Digitale en analoge signaalverwerking zijn een subset van signaalverwerking. Digitale signaalverwerking kan worden uitgevoerd door een digitale signaalprocessor (hardware) of door software.
De toepassing van digitale signaalverwerking biedt enkele voordelen tegenover analoge signaalverwerking, zoals foutdetectie en correctie in de gegevensoverdracht en datacompressie. DSP kan zowel worden ingezet voor streaming data en statische data.

## Typisch gebruikte apparatuur
- Filters
- Samplers en analoog-digitaalomzetters
- Signaalcompressors
- Digitale signaalprocessors

## Toepassingen
- Digitale geluidsbewerking
- Beeldverwerking
- Draadloze communicatie
- Arrayverwerking
- Procesbeheer
- Seismologie
- Spraakherkenning
- Datacompressie
- Genomica